# Гудайтис, Артурас
Арту́рас Гуда́йтис (лит. Artūras Gudaitis; род. 19 июня 1993 года в Клайпеде, Литва) — литовский профессиональный баскетболист, играющий на позиции тяжёлого форварда.

## Карьера

### Клубная
До начала профессиональной карьеры Гудайтис выступал один сезон за Клайпедский университет. Два следующих сезона провёл в NKL, а в последнем сезоне присоединился к Школе Арвидаса Сабониса, которая является дублирующим составом  «Жальгириса». С командой завоевал бронзовую медаль первенства. В этом же году номинировался на звание самого перспективного игрока года.
6 августа 2013 года Гудайтис подписал профессиональный контракт с командой «Жальгирис», который был рассчитан на два года, а игрок попал в основной состав команды. В первой половине сезона получил травму колена, и дебютировал в матче Евролиги против «Локомотива-Кубань», в котором набрал 14 очков и совершил 6 подборов. Гудайтис прибавлял по ходу регулярного сезона и стал ключевым игроком в полуфинальной серии против «Летувос Ритас».

### Международная
Гудайтис представлял сборную Литвы на турнире для юношей до 18 лет в Польше в 2011 году. Команда заняла 5-е место на турнире. Гудайтис в среднем набирал 11,3 очка, совершал 6,2 подбора и 1,4 блок-шота за матч.

## Достижения
- Бронзовый призёр Единой лиги ВТБ: 2020/2021
- Чемпион Италии: 2017/2018
- Чемпион Литвы (2): 2013/2014, 2014/2015
- Бронзовый призёр чемпионата России: 2020/2021
- Обладатель Кубка короля Миндаугаса: 2016
- Обладатель Кубка Литвы: 2015
- Обладатель Суперкубка Италии: 2017, 2018